# Леонченко Олександр Володимирович
Олександр Володимирович Леонченко — начальник Харківського зонального відділу Військової служби правопорядку полковник Збройних сил України, учасник російсько-української війни, що відзначився у ході російського вторгнення в Україну у 2022 році.

## Нагороди
- орден «Богдана Хмельницького» ІІІ ступеня (2022) — особисту мужність і самовіддані дії, виявлені у захисті державного суверенітету та територіальної цілісності України, вірність військовій присязі.